# برایان گراتی
برایان گراتی (انگلیسی: Brian Geraghty؛ زادهٔ ۱۳ مهٔ ۱۹۷۵) یک هنرپیشه اهل ایالات متحده آمریکا است. وی از سال ۱۹۹۹ میلادی تاکنون مشغول فعالیت بوده‌است.

## گزیدهٔ فیلم‌شناسی
از فیلم‌ها یا برنامه‌های تلویزیونی‌ای که او در آن‌ها نقش داشته‌است می‌توان به آثار زیر اشاره کرد.
- جارهد (۲۰۰۵)
- نگهبان (۲۰۰۶)
- محرمانه مدرسه هنر (۲۰۰۶)
- ما مارشال هستیم (۲۰۰۶)
- هنگامی که یک غریبه تماس می‌گیرد (۲۰۰۶)
- یک جنایت آمریکایی (۲۰۰۷)
- من می‌دانم (۲۰۰۷)
- مهلکه (۲۰۰۸)
- عشق دروغ خونریزی (۲۰۰۸)
- خانه باز (۲۰۱۰)
- ۱۰ سال (۲۰۱۱)
- پرواز (۲۰۱۲)
- سوپرانوز (۱۹۹۹)
- خون حقیقی (۲۰۱۲)
- الاغ وارونه (۲۰۱۲)
- امپراتوری بوردواک (۲۰۱۳)
- پرسه‌زدن با قصد (۲۰۱۴)
- ری داناوان (۲۰۱۴)
- روان‌پزشک (مجموعهٔ تلویزیونی) (۲۰۱۸)
- فوق العاده شرور به طرز شوکه کننده ای شیطانی و پست (2019)